# Landshuti esküvő
A landshuti esküvő egy történelmi felvonulás, amit négyévente nyáron a bajorországi Landshut városában rendeznek meg.

## Története
Az ünnepen a I. (Gazdag) György bajor herceg és Jagelló Hedvig, IV. Jagelló Kázmér lengyel király leánya közötti 1475-ös landshuti lakodalomra emlékeznek. A frigy politikailag is igen jelentős volt, mert mindkét oldal erős szövetséget látott benne a török hatalommal szemben.
Az esküvőt 1474-ben intenzív tárgyalások előzték meg a két uralkodóház között, a házasságról Krakkóban követeken keresztül egyeztek meg. A nemesi házasságok ekkoriban kevésbé szerelemből, sokkal inkább politikai érdekből köttettek. A 18 éves Hedvig menyegzői útja a következő év őszén kezdődött meg. Két hónapig tartott, míg Hedvig a vőféllyel, neumarki II. Ottóval az ekkoriban igen rosszul kiépített úthálózaton Berlinen, Wittenbergen és Nürnbergen keresztül Landshutba érkezett. A házasságra kijelölt királylányt a városba érkezett hercegek és püspökök szívélyesen fogadták. A brandenburgi választófejedelem, III. Achilles Albert az egybekelést isteni ajándékhoz hasonlította, ami a kereszténység és a birodalom javára válik.
A jegyespárt Bernát salzburgi érsek adta össze a város impozáns plébániatemplomában, a Szent Martin-templomban. Ezután a menyegzői menet az óvároson keresztül a városházára ment. Itt III. Frigyes császár vitte az arát az esküvői körtáncba. Jelentések szerint tízezer vendég jelent meg az eseményen, ivott, táncolt és szórakozott a lovagi tornán.
A többnapos, drága ünnepséget több krónika is részletesen feljegyezte. A Német Birodalom idején felébredő nemzeti öntudat hatására a landshuti városháza dísztermét felújították, és falaira müncheni művészek az 1475-ös landshuti lakodalom jeleneteit festették. Ezek a motívumok kedveltek lettek, és ötletet adtak a polgároknak ahhoz, hogy a történelmi eseményt felelevenítsék. Ebből a célból 1902-ben egyesületet alapítottak (Die Förderer e. V.), ami egy év múlva már az első menyegzői felvonulást rendezte meg.

## A mai historizáló ünnep
Először 1903-ban adták elő a lakodalmat, 145 szereplő közreműködésével. Azóta már a felvonulás történelmi dokumentumjátékká bontakozott ki, amiben a polgárok többsége is szerepel: időközben az esküvőnek több mint 2000 szereplője van, akik a különböző társadalmi osztályok tradicionális öltözetét viselik.
A felvonulást 1903-1914 és 1922-1938 között minden évben, 1950-1968 és 1975-1981 között pedig háromévenként rendezték meg. 1985 óta négyévente ünneplik meg a landshuti lakodalmat. A világháborúk alatt törölték az ünnepséget, valamint 1968-1975 között is, mert 1970-ben egy tűz számos kelléket megsemmisített, és a rá következő évben egy vízvezetéktörés a jelmezek többségét tönkretette. 
Az ünnep tetőpontja a vasárnap, amikor a menyegzői menet és a násznép átvonul az óvároson. A további rendezvények a Zehr-Platz nevű téren zajlanak, melyek a tábori életet, a lovas- és lovagi játékokat mutatják be, valamint a "Mummenschanz" nevű korabeli karneváli szerencsejátékot. Az ünnepségeket a mai napig az egyesület szervezi meg, melynek a létszáma már 7000 főre emelkedett. A kereken 2300 szereplő mind landshuti polgár, akiknek örömet okoz a szereplés, és hogy korhű ruhákba öltözve jeleníthetik meg a lakodalmat. A hagyományokhoz tartozik például, hogy a középkorra jellemzően a résztvevők a rendezvényig hagyják hosszúra megnőni a hajukat.

## Képek

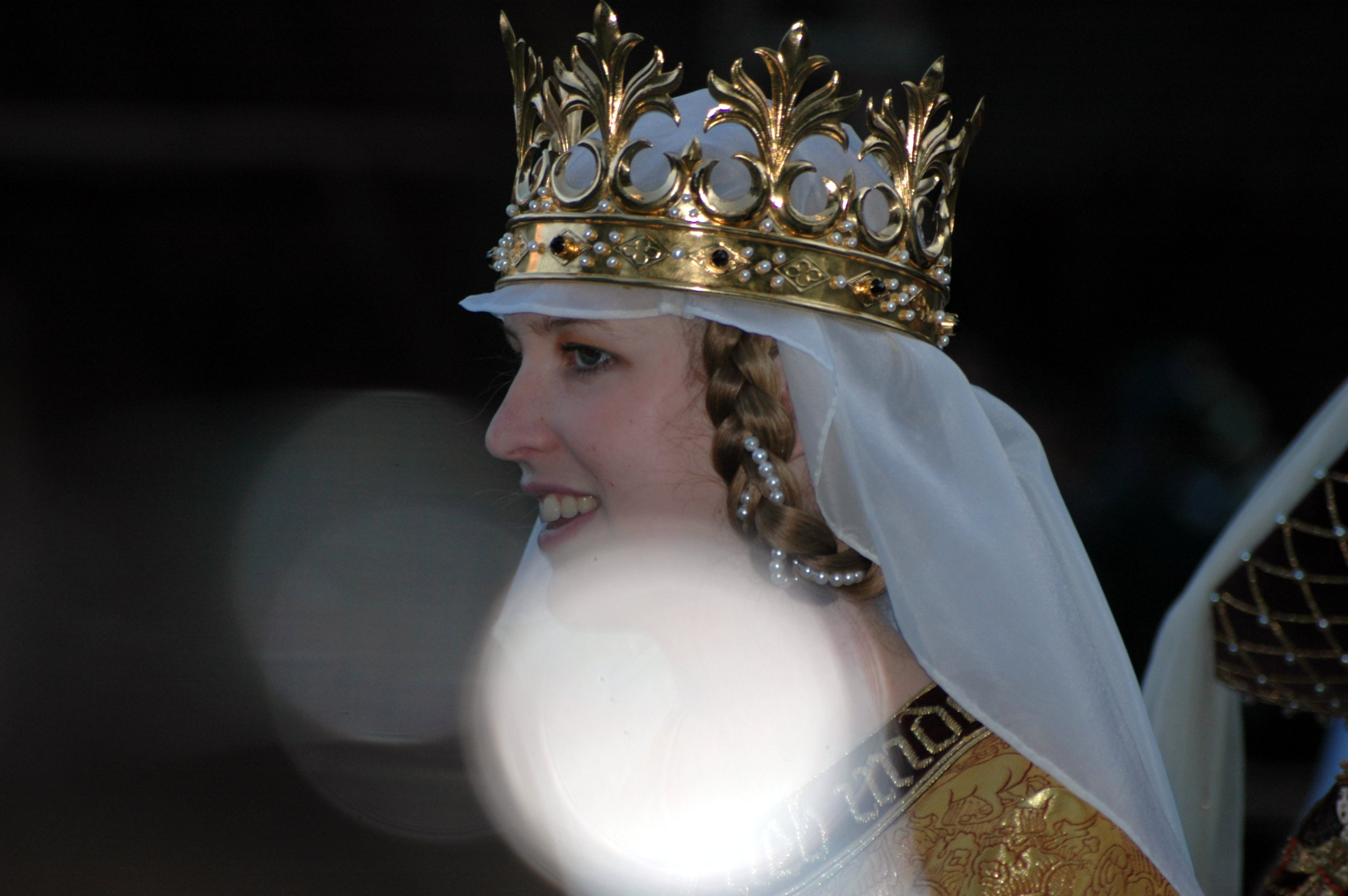
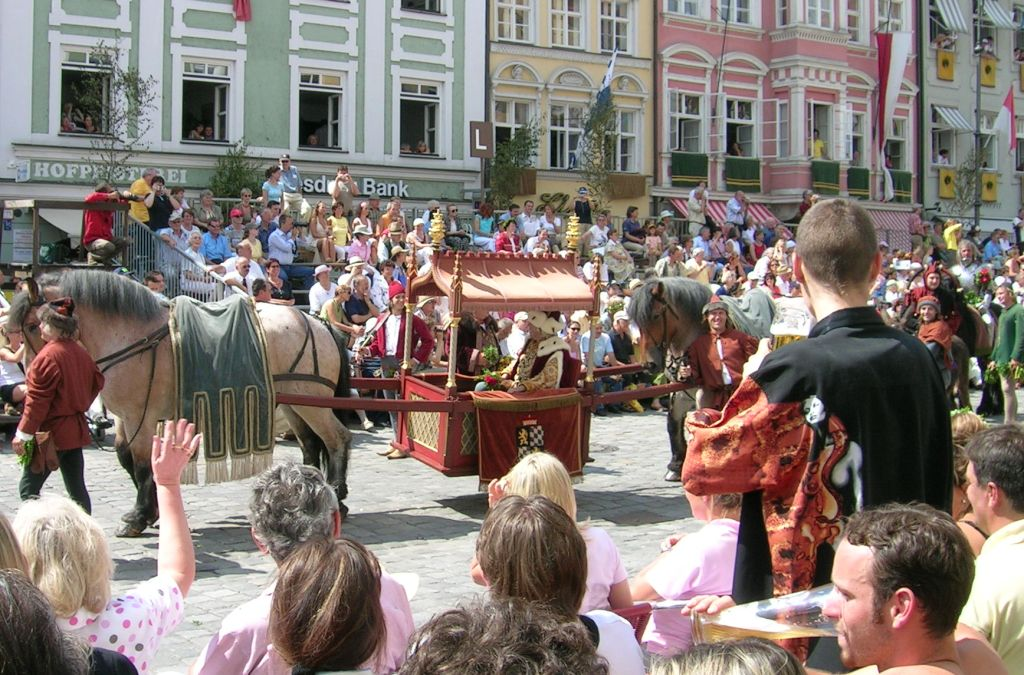
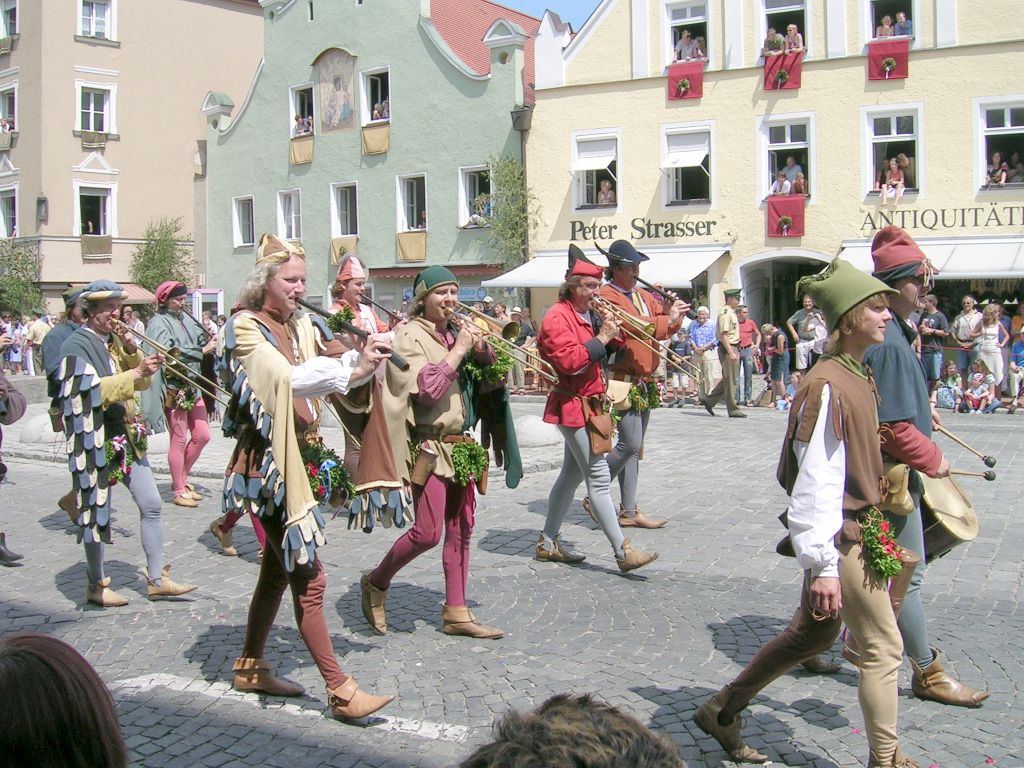
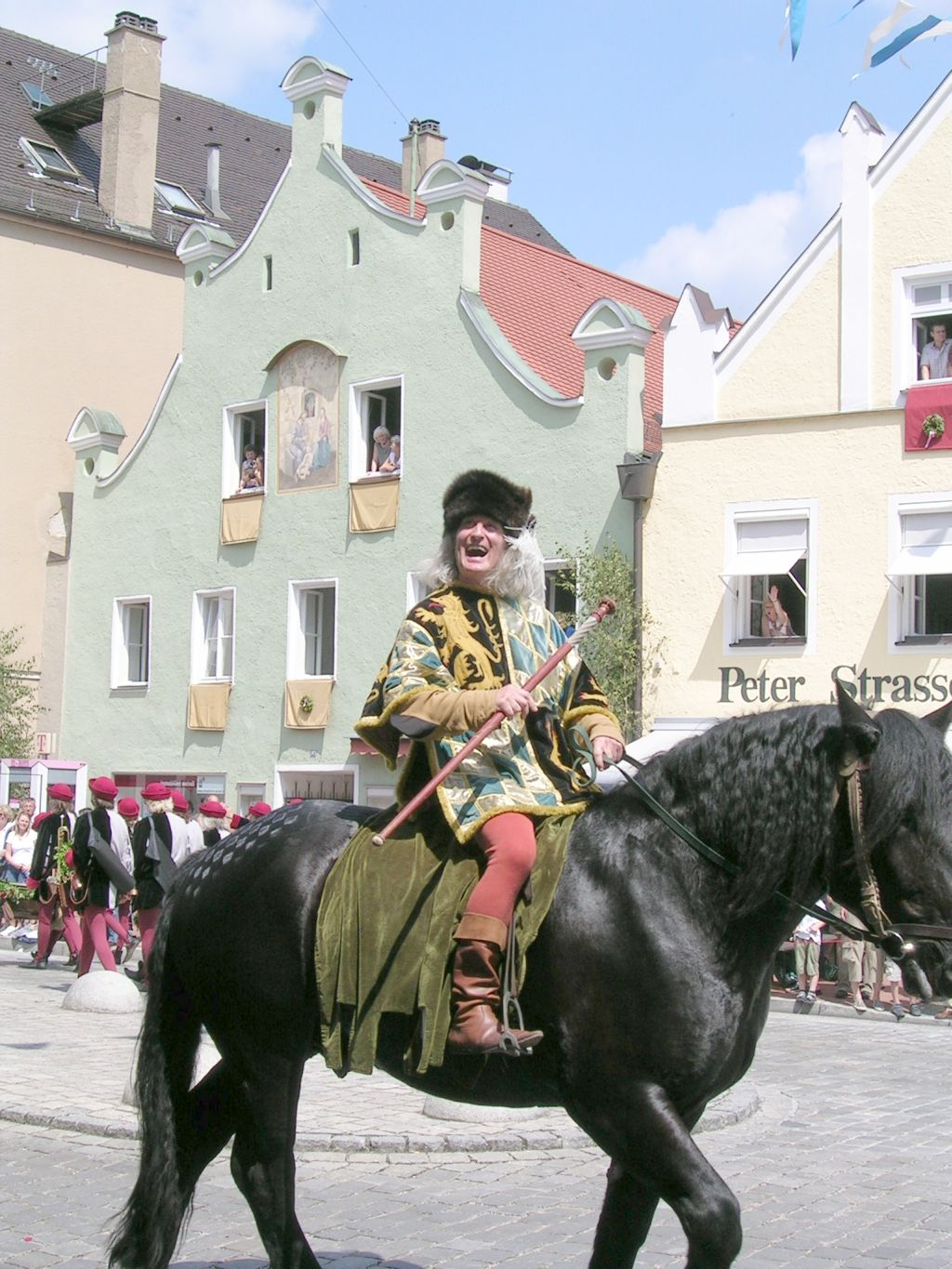
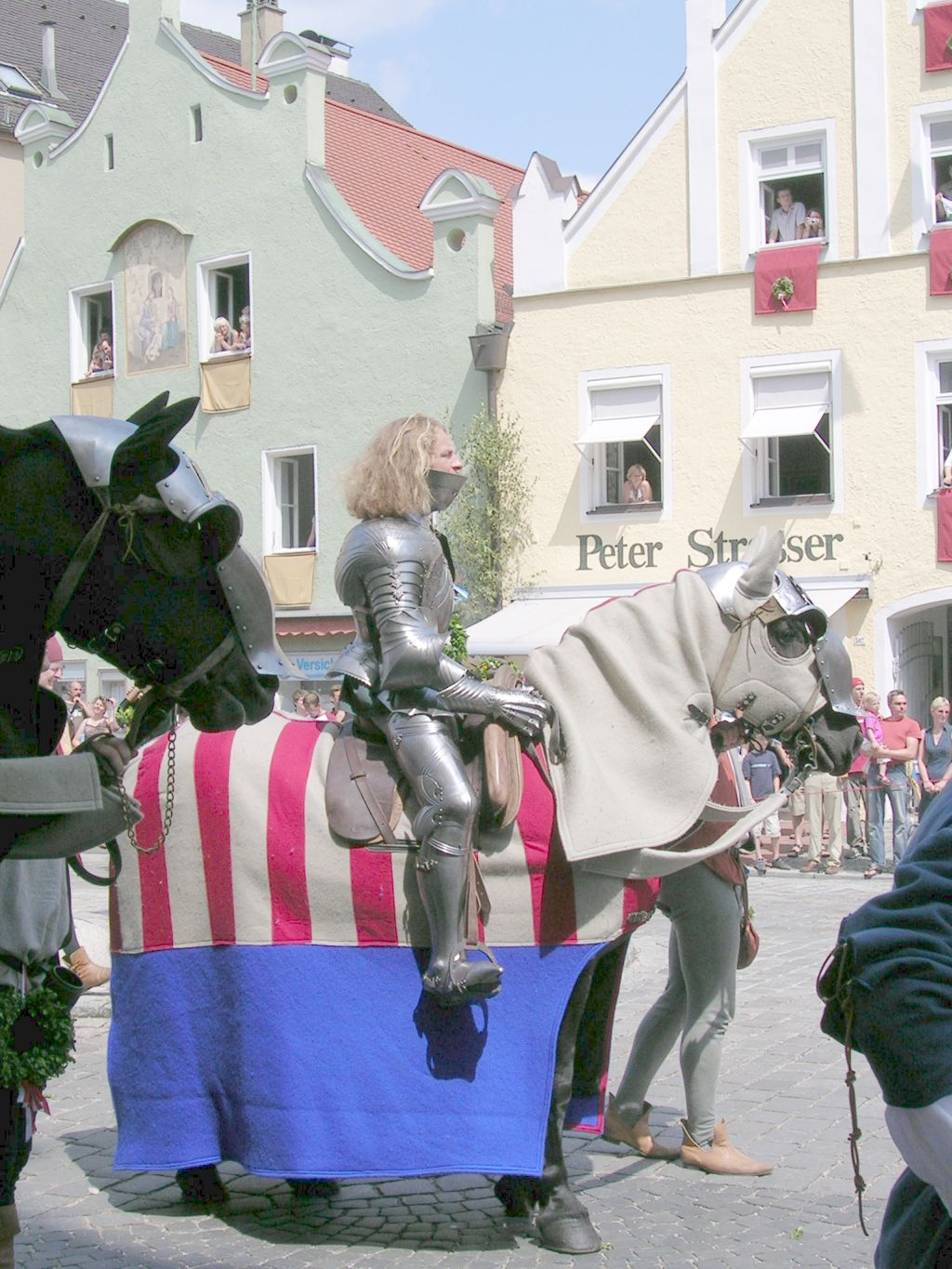
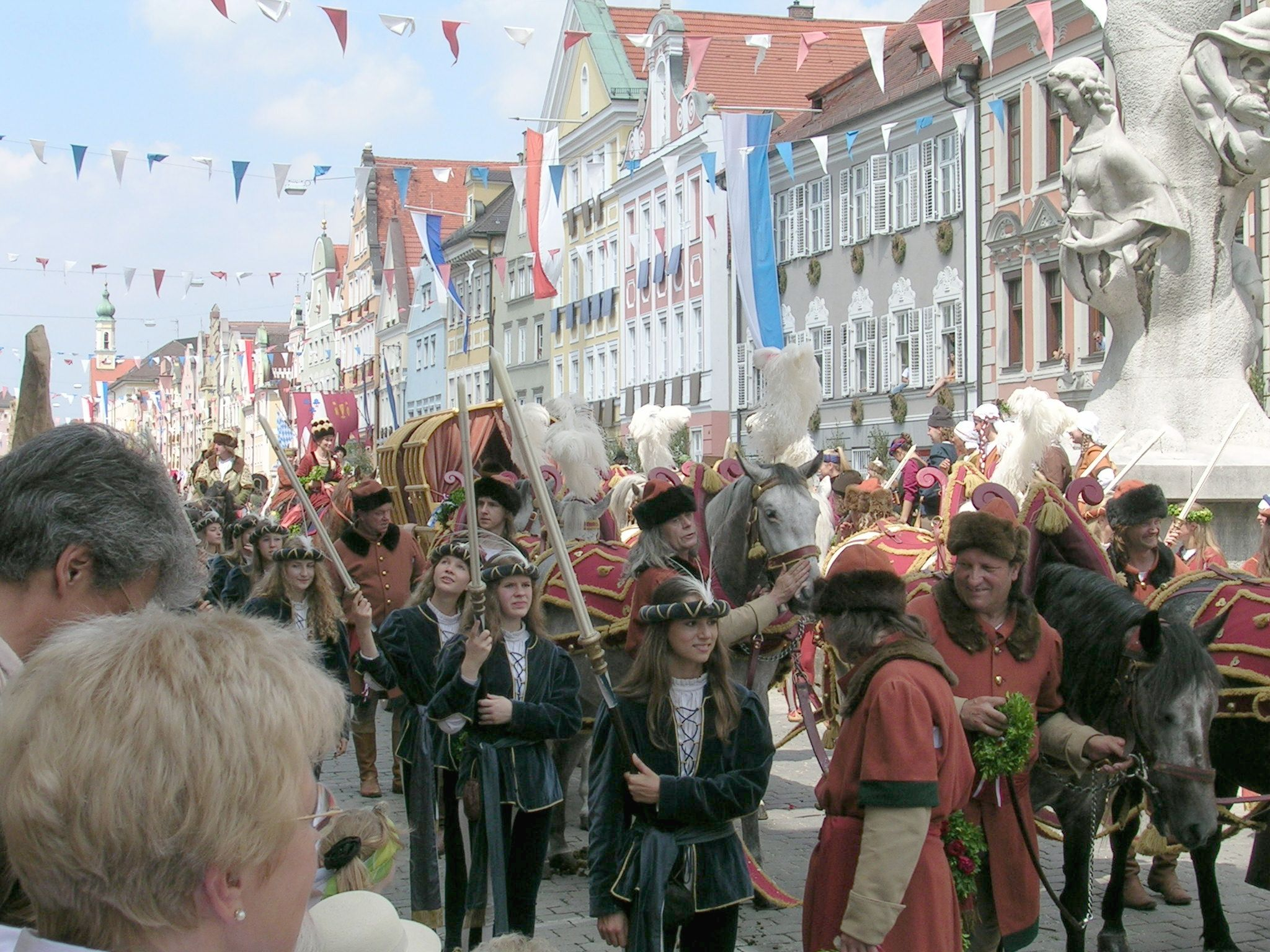
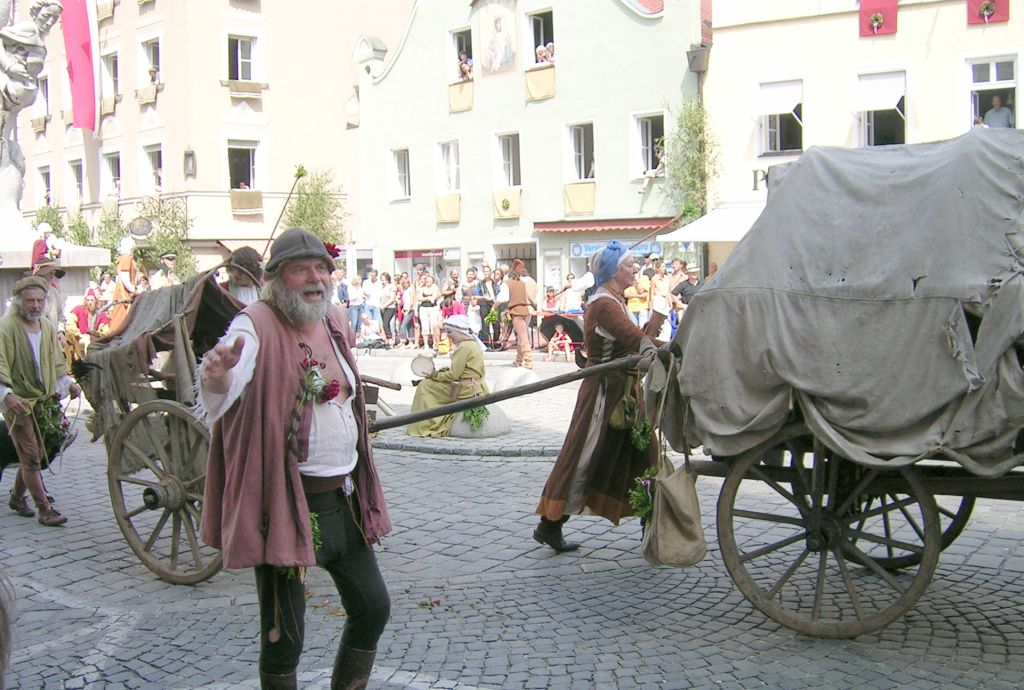
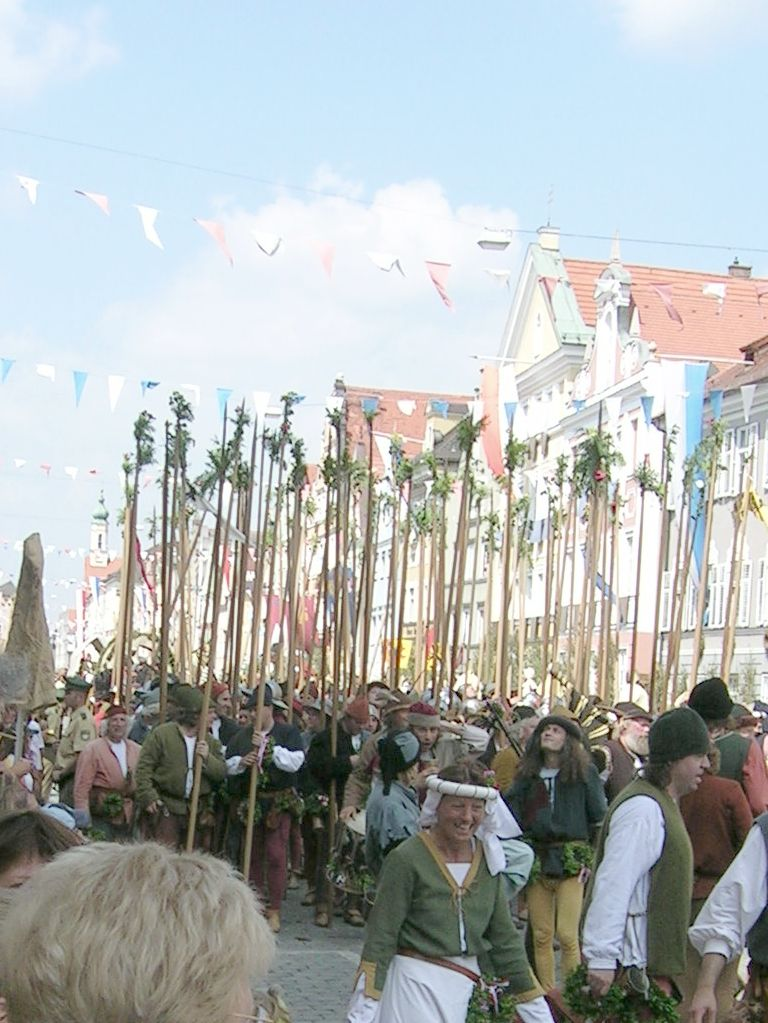
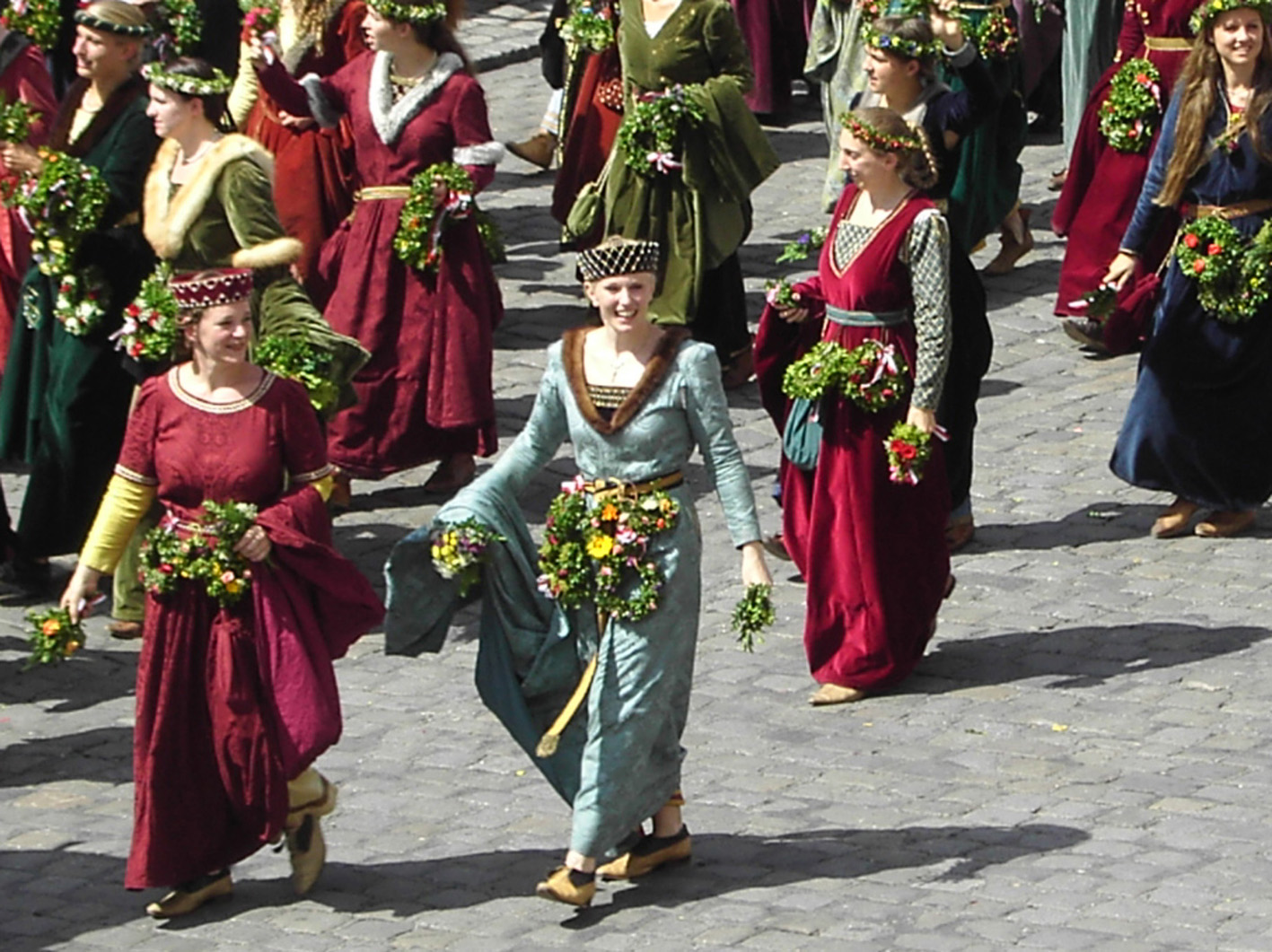
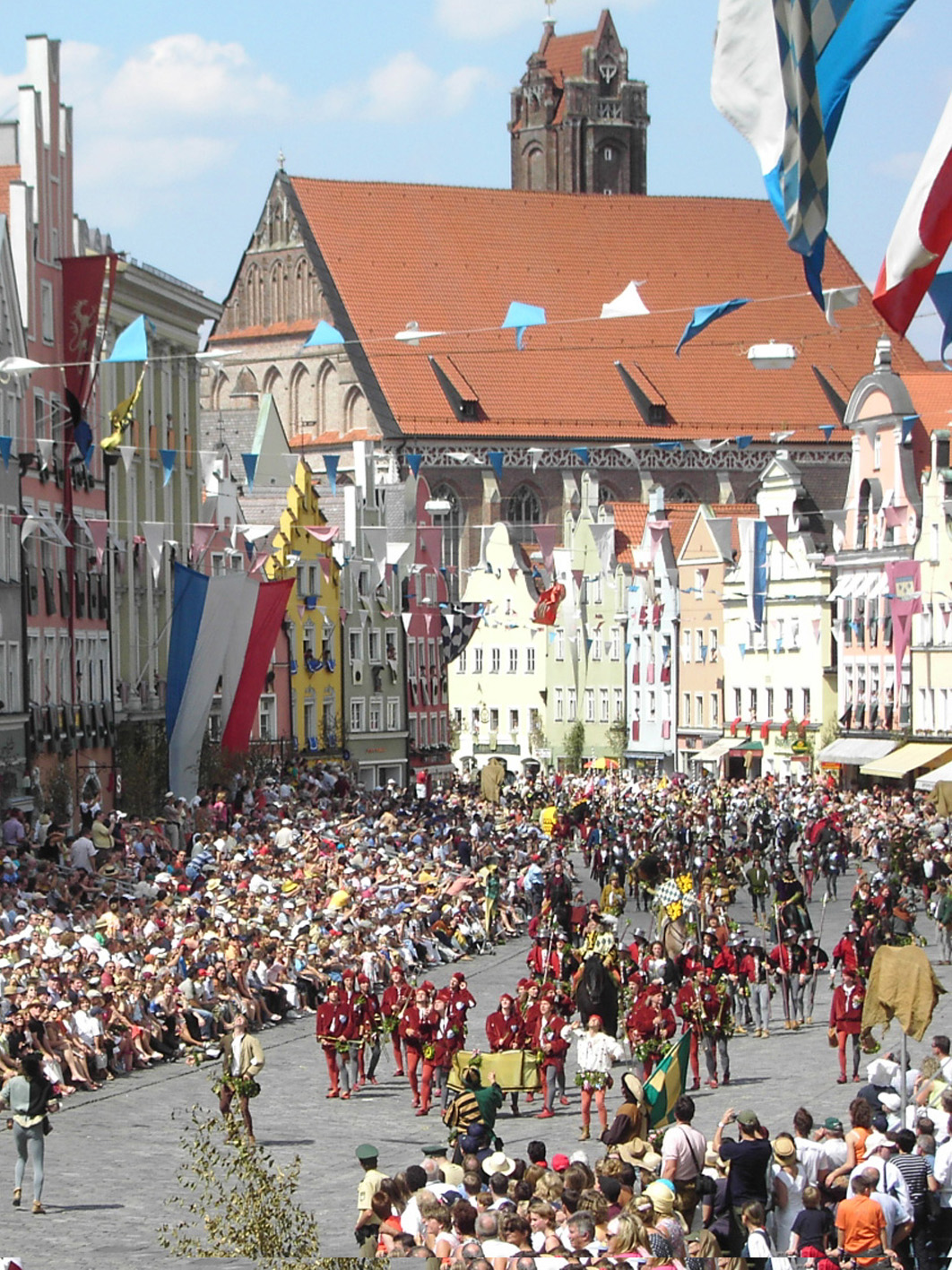
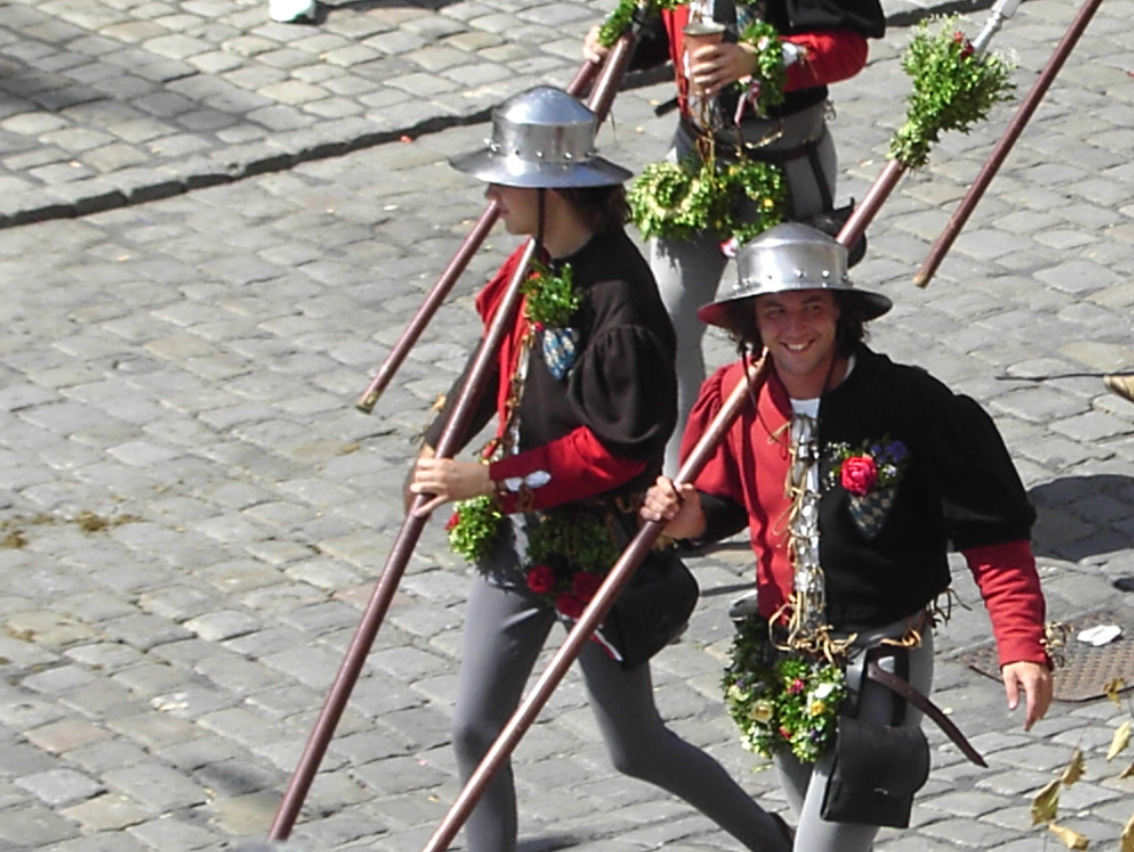
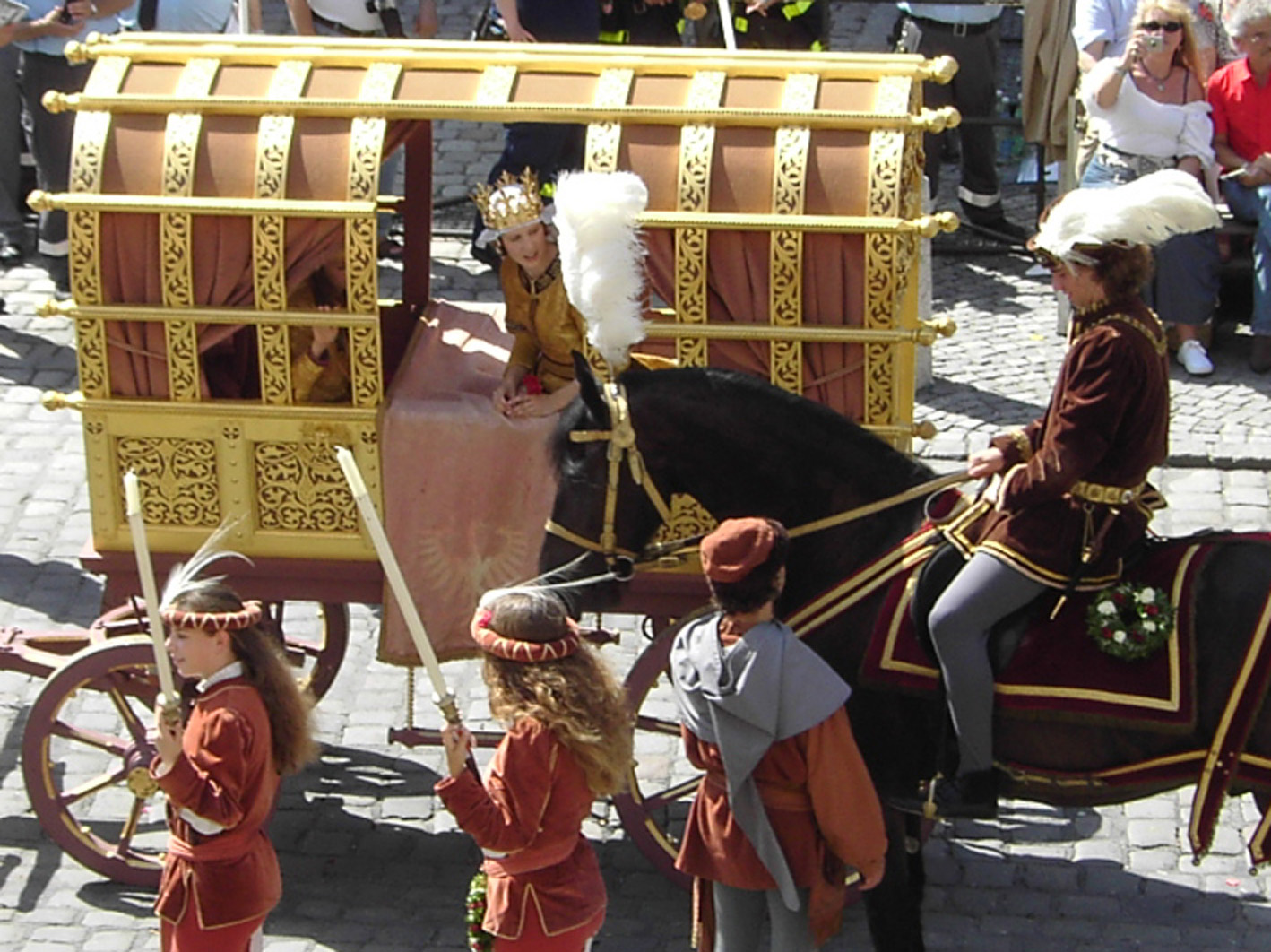
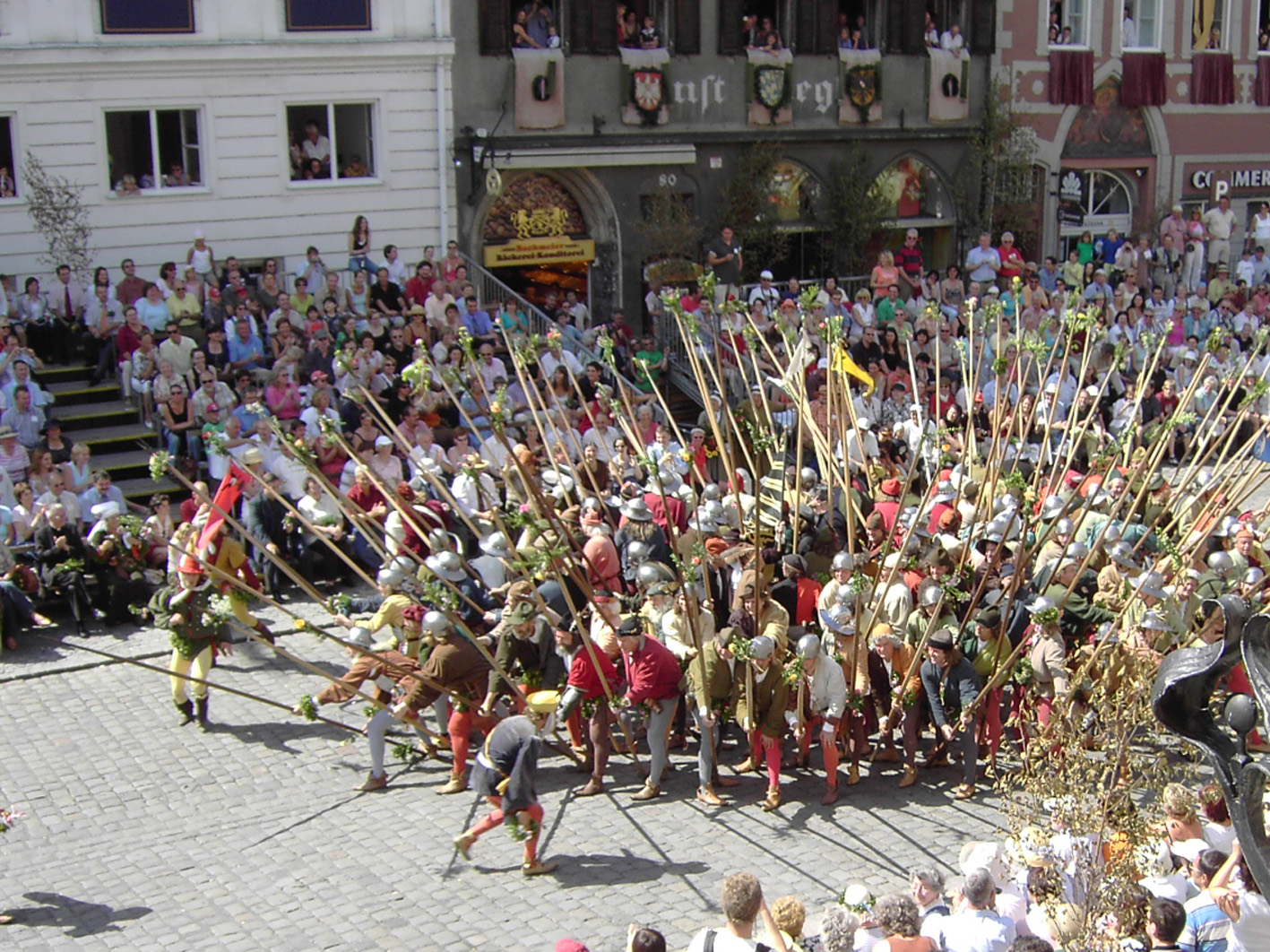

## Fordítás
- Ez a szócikk részben vagy egészben a Landshuter Hochzeit című német Wikipédia-szócikk ezen változatának fordításán alapul.  Az eredeti cikk szerkesztőit annak laptörténete sorolja fel. Ez a jelzés csupán a megfogalmazás eredetét és a szerzői jogokat jelzi, nem szolgál a cikkben szereplő információk forrásmegjelöléseként.